# 纠缠三角恋
《纠缠三角恋》（Bizarre Love Triangle）是英國另類搖滾/跳舞音樂組合新秩序樂團於1986年推出的單曲，此一歌曲也收錄於其專輯《Brotherhood》中。
雖然這首歌被視為樂隊最好的一首單曲，但它在英國細碟排行榜卻未能達到首40位，最高只能去到第56位。但它於澳洲卻異常流行，最高至第5位。於美國，這首歌的流行程度一直上升，並且成為一首經典作品。

## 其他藝人或團體翻唱
- 1992年，來自澳洲的樂團Frente!（英语：Frente!），編曲從電子合成器主導改為抒情民謠，讓歌曲重新被世人認識。
- 1996年，香港歌手李蕙敏翻唱此曲，歌名叫《浪漫佈局》，由她自己填詞，收錄於《我為我生存》專輯內；另有中文版本，歌詞則由徐李凤撰寫。
- 2001年，台灣歌手張惠妹跳槽至華納唱片後，來自舊東家豐華唱片發行的專輯《旅程》中，就有翻唱此曲。
- 2006年，華語歌手順子在英語翻唱專輯《浪漫戀歌》（Songs For Lovers）中收錄此曲。
- 2006年，香港歌手林憶蓮在國語專輯《呼吸》中翻唱此曲，歌名為《一個人》，由周耀輝重新撰寫中文詞，編曲改為80年代迪斯可迷幻動感風。此外，該曲在專輯內還有名為《一個人(不安份Mix)》的另一版本。
- 韓國歌手Ash亦曾翻唱此曲，名字為縮寫"B.L.T"。

## 歌曲列表

### UK 12" - FAC 163
1. "Bizarre Love Triangle" (6:44)
2. "Bizarre Dub Triangle" (7:00)

### UK 7" - FAC 163
1. "Bizarre Love Triangle" (3:40)
2. "Bizarre Dub Triangle" (3:23)

### US 1994 CD - Qwest 9 20546-2
1. "Bizarre Love Triangle" (Album Version) (4:20)
2. "Bizarre Love Triangle" (Extended Dance Mix) (6:44)
3. "I Don't Care" (7:00) [Actually Bizarre Dub Triangle]
4. "State of the Nation" (6:31)
5. "Bizarre Love Triangle" (Single Remix) (3:44)

## 外部連結
- "Bizarre Love Triangle" 由Frente演繹 （页面存档备份，存于）
- Commercial Breakup's Version （页面存档备份，存于）